# Killer Queen
«Killer Queen» (en català Reina assassina) és una cançó del grup anglès de rock Queen inclosa al seu àlbum del 1974 Sheer Heart Attack. Escrita pel cantant Freddie Mercury, va ser el primer senzill d'aquest grup en arribar al segon lloc a la UK Singles Chart i al dotzè a les llistes estatunidenques. Es va publicar com a doble cara A juntament amb «Flick of the Wrist», que no va arribar mai a entrar a cap llista. El 1986 va figurar com a cara B del senzill «Who Wants to Live Forever».
Mercury va declarar en una entrevista que la va compondre en un piano. La gravació presenta un acompanyament harmònic creat a través de la sobreposició de diferents cintes, igual que el solo de guitarra elèctrica interpretat per Brian May. «Killer Queen» va guanyar el Premi Ivor Novello a la millor composició el 1975, un any després del seu llançament com a senzill. La cançó figura a més en els videojocs Guitar Hero, Rock Band i SingStar Queen.
En la cançó, Freddie Mercury, Brian May i el bateria Roger Taylor fan les veus a la tornada. May toca la guitarra; Mercury, el piano; Taylor, la bateria, i Deacon, el baix elèctric.

## Història i gravació
El procés de creació de «Killer Queen» va començar entre el juliol i el setembre de 1974, durant les sessions de gravació de «Sheer Heart Attack». Mercury va compondre primer la lletra i després la música en un piano, i durant una entrevista amb Melody Maker va comentar sobre la cançó:
| « | Bé, de fet, vaig escriure «Killer Queen» en una nit. No és per presumir, però crec que és la cançó que més encaixa amb l'àlbum. Tanmateix, en cançons com «The March of the Black Queen» vaig tardar-hi segles. Sento que en cada cançó ho haig de donar tot, no ser autoindulgent, però amb «Killer Queen» va passar que vaig començar a escriure-la un dissabte a la nit i el següent matí vaig seguir treballant i ja la tenia. Va ser genial. Algunes cançons venen soles, però n'hi ha d'altres que s'han d'anar a buscar. Com a grup, som bastant particulars. No coneixem les mitges tintes. Sóc molt dur amb mi mateix. Si crec que una cançó no és adequada, llavors la descarto. Sóc molt delicat i complicat, com aquesta cançó. | » |

«Killer Queen» es va gravar i produir en els estudis Rockfield a Gal·les. La mescla va estar a càrrec de Roy Thomas Baker, qui va sobreposar les cintes per aconseguir l'efecte campana del solo de May. Com que aquest havia estat malalt d'hepatitis, primer es van gravar les parts corresponents als altres instruments i es va afegir la guitarra al final. Per donar un so de vodevil es va gravar a sobre la part del piano, que era de la marca Chappell segons el fotògraf Peter Hince, qui va acompanyar a la banda.

## Estructura

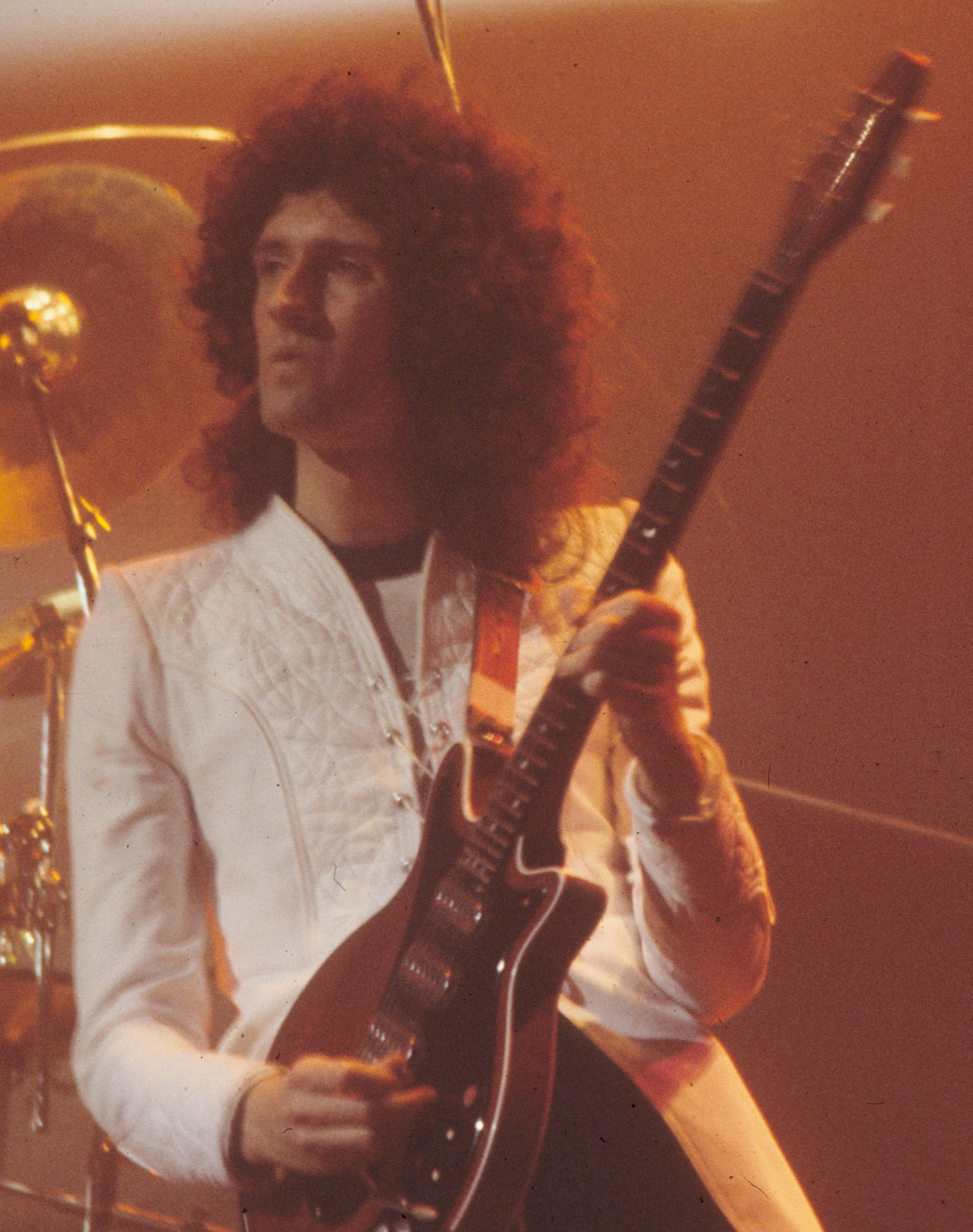
El guitarrista Brian May va estar malalt d'hepatitis durant les sessions de gravació de «Sheer Hert Attack».

La cançó comença amb una sèrie d'espetecs de dits fins que apareix la veu de Mercury acompanyada per uns acords de piano. Als 11 segons fan la seva entrada els cors gravats per May i Taylor i uns quants segons més tard, la bateria. En el minut 1:13 se sent una escala descendent interpretada per Deacon amb el baix elèctric. En el minut 1:25 comença el solo de guitarra, l'efecte de veus sobreposades del qual pot apreciar-se completament uns segons més tard. Aproximadament en el 2:40, la cançó comença a disminuir la intensitat fins a acabar totalment en el minut 2:59.
Sobre els complicats arranjaments d'aquesta cançó, Ecos del Rock va escriure: "Aquest tema marca un estil amb les arrencades de guitarra de Brian [May], les campanetes i alguns petits efectes […] Es mereix tot el respecte per estar entre els grans èxits del grup." En una entrevista el 2008 amb la revista Q, May va dir que "És una cançó de pop perfecta i una de les millors cançons de Freddie. Està bellament construïda i conté un dels solos dels quals n'estic més orgullós". Mercury va comentar durant una entrevista amb l'NME que "la gent està acostumada al hard rock i a la música enèrgica de Queen, però [en aquest senzill] gairebé t'esperes que hi canti Noël Coward. És un d'aquests números de barret fort i tirants negres — tampoc no és que se'ls posés en Coward. És sobre una prostituta de luxe. Intento dir que la gent amb classe també poden ser putes. La cançó va d'això, encara que prefereixo que la gent hi posi la seva interpretació, que hi llegeixen el que vulguin." A més, la cançó va rebre influències de The Beatles. Deacon va comentar l'any 1979 sobre el canvi d'estil en el grup:
| « | Tal vegada el major factor que va fer que la nostra música es tornés menys pesada que en els començaments va ser l'interès de Freddie pel piano, instrument que utilitza com a base per compondre cançons regularment. La cançó «Liar» es va compondre amb guitarra i té un estil proper al hard rock, en contraposició amb «Killer Queen». En Freddie viu rodejat de mobles i decoració japonesa i pianos de cua, cosa que fa normal que compongui allà. | » |

La lletra de la cançó explica la història d'una noia de classe alta que treballa com a prostituta. Per desmentir els rumors que indicaven que la cançó parla sobre Jacqueline Kennedy, el cantant va dir que "[és sobre] una dona rica. Intento dir que les persones com ella també poden ser prostitutes, no cal guiar-se pels prejudicis. Aquest és el tema de la cançó, però prefereixo que la gent l'escolti i que en tregui les seves pròpies conclusions". La referència a les geishes en el vers "Met a man from China went down to Geisha Minah" (en català, "vaig conèixer un home de la Xina, es va tornar una geisha") es deu al fet que el cantant admirava profundament la cultura japonesa. Per la seva part, la referència a Maria Antonieta en el vers "Let them eat cake, she says, just like Marie Antoinette" (en català, "que mengin pastissos, diu ella, com Maria Antonieta") es deu a una llegenda que indica que aquesta reina va pronunciar la frase després de sentir que el poble francès protestava perquè no tenia pa. Tanmateix, aquí s'utilitza per indicar l'alt preu que exigeix la prostituta.

## Llançament com a senzill

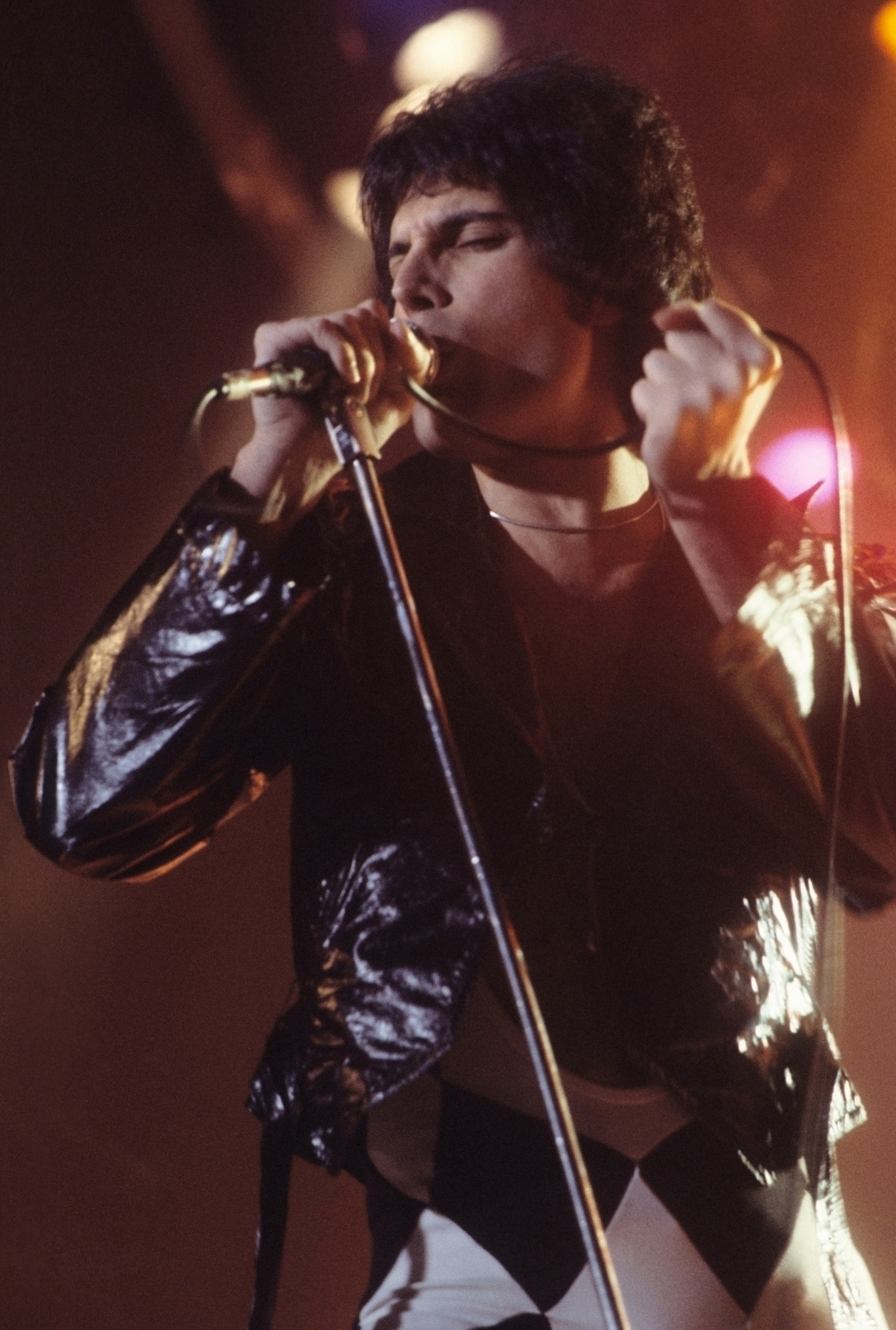
Freddie Mercury, l'autor de la cançó, durant una presentació en viu.

«Killer Queen» va sortir a la venda com a senzill per primera vegada l'11 d'octubre de 1974 en format 7", amb doble cara A, incloent-hi «Flick of the Wrist», una cançó la melodia de la qual presenta arranjaments corals complexos. El 1984 va tornar a sortir a la venda, amb «You're My Best Friend» com a cara B i el 1986 va figurar com a cara B del senzill «Who Wants To Live Forever». La versió reeditada de 1988, en format disc compacte té dues cares B: «Flick of the Wrist» i «Brighton Rock», on Mercury canta en falset i May interpreta un solo de guitarra de gairebé un minut de duració. El 1995, va aparèixer com a cara B del segon CD del senzill «Heaven For Everyone».
La caràtula del senzill que va sortir primer a la venda en el Regne Unit i a França consisteix en una foto dels quatre integrants del grup maquillats i vestits de blanc sobre un fons del mateix color. Es veu a May més alt que la resta i a Mercury tapant-se la cara amb una part del seu vestit, mentre que el títol «Killer Queen» està escrit en verd. Una foto similar pot apreciar-se en la portada interior del segon àlbum d'estudi del grup, Queen II. Altres versions presenten la mateixa imatge que la portada de «Sheer Heart Attack» o la del senzill «Keep Yourself Alive». Sobre el llançament de la cançó, Mercury va afirmar que:
| « | Estem molt orgullosos d'aquesta cançó. Era tan sols un dels temes que escrivíem per l'àlbum, no es va compondre perquè fos un senzill. Simplement, vaig escriure unes quantes cançons per a «Sheer Heart Attack» i quan vaig acabar d'escriure[-la] i gravar-la, vam descobrir que era un senzill molt potent. Realment ho era. Per aquella època, era una cosa molt poc pròpia de Queen. Va ser un altre risc que vam assumir, però, saps què?, cada risc que havíem assumit fins llavors ens havia donat bons resultats. | » |

### Recepció de la crítica
En termes generals, la cançó va rebre bones crítiques. La crítica d'Allmusic deia: "«Killer Queen» [és] la millor incursió de [Mercury] en el camp del vodevil. Cris Jones, crític de la BBC, va dir que "consisteix en tres minuts de perfecció." El lloc web especialitzat Prog Archives va mencionar que: "[La lletra] importa poc amb una cançó tan bona com el millor material de David Bowie, Elton John, Brian Wilson, Ray Davies o The Beatles. Les ambigüitats que expressa, els jocs de paraules i May, quan rasca les cordes de la seva guitarra durant el vers 'Playful as a pussy cat' (en català, "Juganera com una gateta"") són una veritable delícia." Per la seva part, la crítica de Sound on Sound va comentar que "Freddie protagonitza [la cançó] com un cantant de rock experimentat i la música de fons, encara que a vegades és molt complicada, és prou forta i clara." La revista Mojo va destacar la participació de la guitarra de May a «Killer Queen» amb la frase: "[Malgrat l'hepatitis] els seus intricats arranjaments amb diferents capes harmòniques són brillants.".
«Killer Queen» va rebre diferents premis. Al seu autor se li va entregar el Premi Ivor Novello pel millor senzill i també el Premi Golden Lion en la mateixa categoria. A més, la revista Record Mirror li va atorgar el segon premi al senzill de l'any el 1975. El 2005, la ràdio australiana Triple M va elaborar una llista de les cançons més transmeses en aquell any, i la cançó hi era. L'1 de novembre de 1974 va rebre el Disc de Plata, atorgat per la British Phonographic Industry en el Regne Unit.

## Vídeo promocional
El vídeo promocional de «Killer Queen» es va filmar a finals de 1973 en els estudis Rockfield a Gal·les i va ser retransmès per televisió per primera vegada en el programa Top of the Pops el 27 de desembre de 1974. En el vídeo, es pot veure els membres de la banda interpretant la cançó en un estudi ple de llums i fum.
Poden apreciar-se plans presos des de diversos angles, un pla detall de les mans de May i Deacon tocant els seus instruments, primers plans de la cara de Mercury i plans mitjans de Taylor tocant la bateria.

## Actuacions en directe
La cançó es tocà en directe entre 1974 i 1978 dins d'un popurri. El 1974, el grup va tocar la cançó després d'«In the Lap of the Gods», i entre 1975–76, la cançó es tocà després de «Bohemian Rhapsody». El 1977, «Killer Queen» es va tocar com a introducció a un popurri, i la seguia «Good Old-Fashioned Lover Boy». L'any següent, precedia «Bicycle Race». El 1979, el grup va tocar la major part de la cançó, i quan va acabar el solo de guitarra, es van tocar els compassos inicials d'«I'm in Love with My Car». Van tocar la peça al Fòrum de Mont-real (Quebec, Canadà) el novembre de 1981, i es va gravar per a l'àlbum en directe «Queen Rock Montreal». El 1984 i el 1985, durant la gira The Works Tour, la cançó es va reintroduir dins d'un popurri després d'una versió truncada de «Somebody to Love».
El 2015 es va tocar dins d'un popurri amb «Bohemian Rhapsody» a Queen & Adam Lambert Rock Big Ben Live, tocada per Queen + Adam Lambert, on la cançó reemplaçà la secció central d'òpera de «Bohemian Rhapsody».

## Impacte cultural
El 2002, el comediant anglès Ben Elton, en col·laboració amb May i Taylor, va compondre un musical basat en cançons de Queen, titulat We Will Rock You i estrenat en el Dominion Theatre de Londres. La producció va estar a càrrec de Robert De Niro i més tard es va estendre a Madrid i a Barcelona a Espanya; Austràlia, Alemanya, Àustria, Japó, Corea del Sud, Rússia, Nova Zelanda, entre altres regions. El musical descriu una rebel·lió d'adolescents que desitgen escoltar rock en comptes de la popular música pop generada per ordinador que existeix en aquell món. Un dels personatges malignes que controla la indústria musical en l'obra es diu Killer Queen i és interpretat per Brenda Edwards. A més, la cançó és interpretada en el musical de Sean Bovim Queen at the Ballet, un homenatge a Mercury en el qual els actors ballen i representen diferents cançons de Queen. També figura en els videojocs Guitar Hero, SingStar Queen i Rock Band.

### Versions d'altres artistes
Molts artistes han fet versions de la cançó, entre les quals es troba la de Valensia. El grup de rock canadenc Sum 41 va realitzar una versió del senzill per a un àlbum homenatge anomenat Killer Queen: A Tribute to Queen. El cantant Deryck Whibley va comentar que va escollir-la per considerar-la "la millor de Sheer Heart Attack" i va afegir que es va gravar "en tan sols quatre dies". Erik Paparazzi va gravar una altra versió del tema per al seu àlbum Loser's Lounge tribute To Queen, igual que la banda Travis. Moltes orquestres n'han fet versions, entre elles la Royal Philharmonic Orchestra. Entre la llista d'artistes que han fet una versió de la cançó es troben: Acoustic Rescue, Arid, Evil Wings, Stephen Lloyd, Penny Loaffers, Rivendel, Sugarbomb i Tourettes Lautrec.

## Llista de cançons
En format vinil de 7" (1974)
1. Killer Queen, escrita per Freddie Mercury — 3:00
2. Flick of the Wrist (doble cara A), escrita per Freddie Mercury — 3:19

En format 7" (Rellançament al Japó, 1976)
1. Killer Queen — 3:00
2. Seven Seas of Rhye, escrita per Freddie Mercury — 2:48

En format 7" (rellançament en el Regne Unit, 1984)
1. Killer Queen — 3:00
2. You're My Best Friend, escrita per John Deacon — 2:50

En format disc compacte (reedició del 1988)
1. Killer Queen — 3:00
2. Flick of the Wrist — 2:49
3. Brighton Rock, escrita per Brian May — 5:08

## Personal
- Freddie Mercury: veus principals, piano, segona veu
- Brian May: guitarra elèctrica, segona veu
- John Deacon: baix elèctric, segona veu (només en directe), triangle (només en directe)
- Roger Taylor: bateria, segona veu, triangle, carilló, i falset

## Posició en llistes
| "Killer Queen" | "Killer Queen" | "Killer Queen" |
| Llistes (1974) | Posició        | Referència     |
| -------------- | -------------- | -------------- |
| Alemanya       | 2              | enllaç         |
| Àustria        | 10             | enllaç         |
| Estats Units   | 12             | enllaç         |
| Japó           | 27             | enllaç         |
| Noruega        | 4              | enllaç         |
| Països Baixos  | 3              | enllaç         |
| Regne Unit     | 2              | enllaç         |